# Otto Thienemann

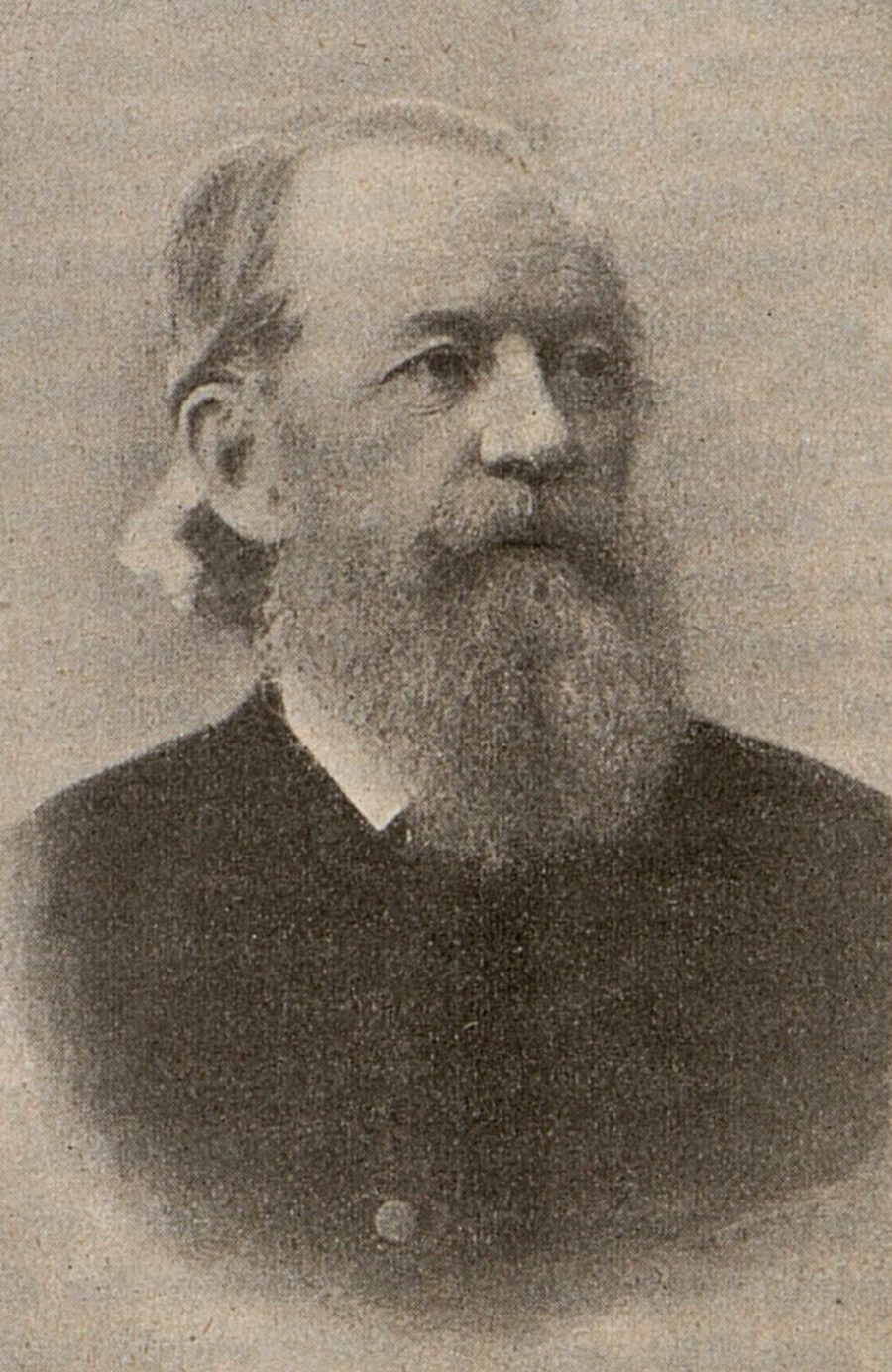
Otto Thienemann, ca. 1900

Otto Thienemann (* 11. August 1827 in Gotha; † 28. November 1905 in Wien; vollständiger Name: Otto Friedrich Thienemann) war ein österreichisch-deutscher Architekt.

## Leben
Thienemann stammte aus der bedeutenden Gothaer Juristen- und Buchhändler-Familie Thienemann. Er war das sechste und letzte Kind des Herzoglich Sachsen-Gothaischen Kammer-Konsulenten und Hofrats Johann Friedrich Wilhelm Thienemann, der zu den sogenannten Sieben Weisen Alt-Gothas gehörte, und seiner ersten Frau, der Gothaer Pfarrerstochter Friederika Henrietta Christiana Grobstich. Er studierte zunächst am Wiener Polytechnikum und an der Wiener Akademie der bildenden Künste, danach in Berlin. 1851 kehrte er nach Wien zurück und arbeitete im Architekturbüro von Eduard van der Nüll und August Sicard von Sicardsburg, später bei Ludwig Förster.
Thienemann arbeitete acht Jahre lang an der Planung der Westbahn mit und leitete schließlich als Chefarchitekt den Bau der Rudolfsbahn. Beim Wettbewerb zum Bau des Wiener Rathauses erhielt er den zweiten Preis. Er war k. u. k. Stadtbaumeister von Wien und k. u. k. Baurat.
Er war mit Luise Hoffmann verheiratet, (* 2. November 1837 in Königswalde [Neumark]; † 17. August 1914 in Wien), Tochter des Pastors zu Königswalde Julius Adolph Hoffmann und der Johanna Dorothea Caroline Thienemann, einer Schwester des Vaters. Aus der Ehe gingen sechs Kinder hervor, die im Anhang zur Genealogie der Schleswig-Thüringischen Familie Jacobs im Deutschen Geschlechterbuch aufgeführt sind.
Nach achtjährigem Siechtum starb Otto Thienemann zu Wien; sein Grab befindet sich am Evangelischen Friedhof Simmering.

## Bauten

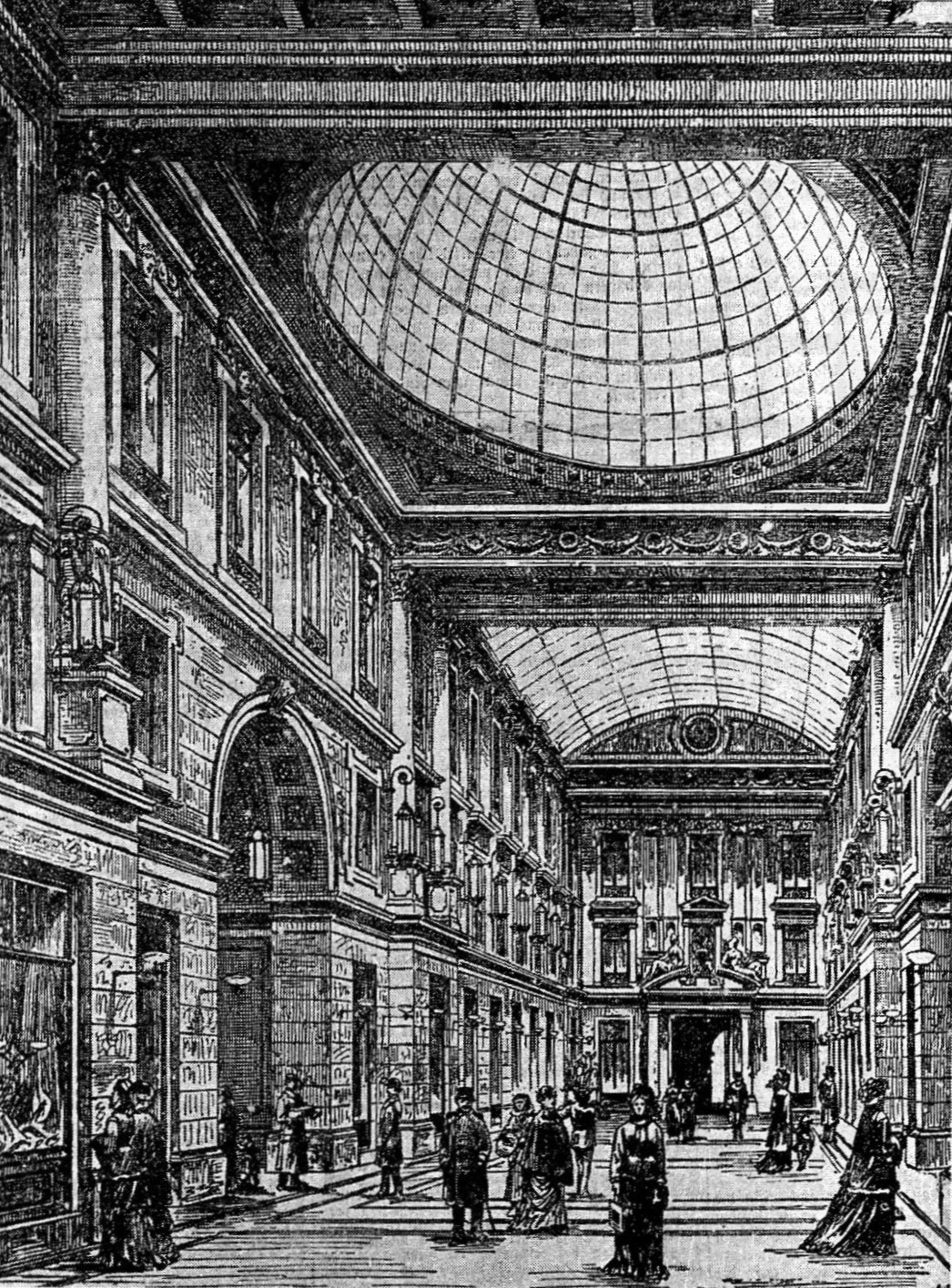
Kärntnerhof-Passage 1878

- 1854–1858: Villa Warrens in Payerbach
- 1858: Empfangsgebäude des Hauptbahnhofs in Linz (verändert)
- 1872: Haus des Österreichischen Ingenieur- und Architekten-Vereins (ÖIAV) und des Österreichischen Gewerbevereins in Wien 1., Eschenbachgasse 9–11, Ecke Getreidemarkt, heute auch „Palais Eschenbach“ genannt (Denkmalschutz)
- 1872–1873: Volksschule Hietzinger Hauptstraße in Wien
- 1874–1876: Grabenhof am Graben in Wien (gemeinsam mit Otto Wagner)
- 1875: Kärntner Hof in der Kärntner Straße in Wien (abgebrochen 1909)
- 1876: Umbau der Lutherischen Stadtkirche in Wien
- 1879–1880: Kreisgericht in Neu Titschein, Mähren
- 1885–1886: Deutsches Vereinshaus in Neu Titschein / Nový Jičín (heute Theater)
- 1886: Stephanshof in Wien